# Robinia
Robinia L., 1753 è un genere di piante appartenenti alla famiglia  delle Fabacee (o Leguminose) originarie del Nord America.

## Tassonomia
Il genere Robinia comprende le seguenti specie:
- Robinia hispida L.
- Robinia neomexicana A.Gray
- Robinia pseudoacacia L.
- Robinia viscosa Vent.

Sono inoltre noti i seguenti ibridi:
- Robinia × ambigua Poir. (R. pseudoacacia × R. viscosa)
- Robinia × holdti Beissn. (R. neomexicana × R. pseudoacacia)
- Robinia × margaretiae Ashe (R. hispida × R. pseudoacacia)

## Esemplari storici
Sulla piazza René-Viviani, quai de Montebello, si trova una Robinia pseudoacacia censita come il più vecchio albero di Parigi.